# Calyptrochaeta mniadelphus
Calyptrochaeta mniadelphus là một loài rêu trong họ Daltoniaceae. Loài này được Spruce ex Mitt. S.P. Churchill mô tả khoa học đầu tiên năm 1994.